# Мавзолеи в селе Демирчиляр
Мавзолеи в селе Демирчиляр (азерб. Dəmirçilər türbələri) — два мавзолея XIV века, расположенные в селении Демирчиляр Губадлинского района Азербайджана.
Форма шатрового перекрытия мавзолея в селе Демирчиляр похожа на форму маджарских мавзолеев, но резко отличается совершенно иной планировкой, а также барабаном другой формы. Карнизы мавзолеев относятся к простым типам карнизов.
В 2001 году оба мавзолея распоряжением Кабинета министров Азербайджанской Республики № 132 были включены в список охраняемых государством объектов и объявлены «архитектурными памятниками национального значения».